# 嘎海后泡
嘎海后泡是一个位于中国吉林省镇赉县的湖泊，面积约为10.3平方千米，平均水深约为1.5米。